# Episodi di Strike Back (quarta stagione)
La quarta stagione della serie televisiva Strike Back, intitolata Strike Back: Shadow Warfare, è stata trasmessa in prima visione dal canale statunitense Cinemax dal 9 agosto al 18 ottobre 2013, mentre nel Regno Unito è andata in onda su Sky1 dal 28 ottobre al 30 dicembre 2013.
In Italia la stagione è stata trasmessa su Sky Uno dal 6 ottobre all'8 dicembre 2013.
| nº | Titolo originale | Prima TV UK      | Prima TV USA      | Prima TV Italia  |
| -- | ---------------- | ---------------- | ----------------- | ---------------- |
| 1  | Episode 1        | 28 ottobre 2013  | 9 agosto 2013     | 6 ottobre 2013   |
| 2  | Episode 2        | 4 novembre 2013  | 16 agosto 2013    | 13 ottobre 2013  |
| 3  | Episode 3        | 11 novembre 2013 | 23 agosto 2013    | 20 ottobre 2013  |
| 4  | Episode 4        | 18 novembre 2013 | 6 settembre 2013  | 27 ottobre 2013  |
| 5  | Episode 5        | 25 novembre 2013 | 13 settembre 2013 | 3 novembre 2013  |
| 6  | Episode 6        | 2 dicembre 2013  | 20 settembre 2013 | 10 novembre 2013 |
| 7  | Episode 7        | 9 dicembre 2013  | 27 settembre 2013 | 17 novembre 2013 |
| 8  | Episode 8        | 16 dicembre 2013 | 4 ottobre 2013    | 24 novembre 2013 |
| 9  | Episode 9        | 23 dicembre 2013 | 11 ottobre 2013   | 1º dicembre 2013 |
| 10 | Episode 10       | 30 dicembre 2013 | 18 ottobre 2013   | 8 dicembre 2013  |